# Emma Darwin
Emma Darwin (nom de naixement Emma Wedgwood; Maer, 2 de maig de 1808-7 d'octubre de 1896) va ser una dona anglesa, esposa i cosina del naturalista anglès Charles Darwin. Es van casar el 29 de gener de 1839, i junts van tenir deu fills.

## Primers anys
Emma Wedgwood va néixer a Maer, Staffordhire, i era la filla més petita dels set que van tenir Josiah Wedgwood II i Elizabeth "Bessie" (nascuda amb el cognom Allen). El seu avi, Josiah Wedgwood, havia fet fortuna en el món de la terrissa, i com molts d'altres que no formaven part del món de l'aristocràcia, no era conformista, i pertanyia a l'unitarisme. En Charles Darwin i ella eren cosins, compartien l'avi Josiah Wedgwood i l'àvia Sarah Wedgwood, i es coneixien des de petits.
L'Emma tenia una relació molt propera amb la seva germana Fanny. També ajudava a la seva germana gran, Elizabeth, amb l'escola dels diumenges. Escrivia contes i històries, i ensenyava a la mainada del poble a escriure, a llegir, i religió.
Els Wedgwood van visitar París durant sis mesos el 1818. Tot i que l'Emma només tenia deu anys en aquell moment, l'estranyesa i l'interès d'arribar a França van quedar per sempre en la seva memòria.
El gener de l'any 1822, l’Emma, amb 13 anys, i la seva germana Fanny van anar durant un any a l'escola de la senyora Mayer a Greville House, a Paddington Green, Londres, al que llavors era el poble semi-rural de Paddington. L'Emma era aleshores una bona pianista, fins al punt que en una ocasió va ser convidada a tocar per a la senyora Fitzherbert, esposa de George IV. Després d'aquesta estada d'un any, l'Emma va ser educada per les seves germanes grans i també per tutors en algunes assignatures. Durant la resta de la seva vida, l'Emma va continuar sent una bona pianista, amb tendència a accelerar moviments lents. Va rebre classes de piano per part de Moscheles, i suposadament "dos o tres" de Chopin.
El 1825, Josiah Wedgwood va portar les seves filles a fer una gran gira per Europa, passant per París fins a prop de Ginebra, per visitar la seva tia Jessie (Madame de Sismondi, nascuda Allen, esposa de l'historiador Jean Charles Leonard de Sismondi) i després, l'any següent, els Sismondis van visitar Maer i es van emportar l'Emma i la seva germana Fanny a prop de Ginebra perquè es quedessin amb ells durant vuit mesos. Quan el seu pare va anar a recollir-les, el van acompanyar els cosins de l'Emma, la Caroline Darwin i en Charles Darwin, fins a París, on es van retrobar tots abans de tornar a casa el juliol de 1827. L'Emma estava interessada en els esports a l'aire lliure, i es va convertir en una "Dragonessa" al tir amb arc.
A Maer, el 31 d'agost de 1831, ella era amb la seva família quan van ajudar Charles Darwin a convèncer el pare d'aquest perquè el deixés fer un viatge prolongat a bord del Beagle. Durant el viatge, les germanes de Charles el van mantenir informat de notícies que incloïen la mort de la germana d'Emma, Fanny, a l'edat de 26 anys. Quan Charles va tornar del llarg viatge, va anar ràpidament a visitar els seus parents a Maer, on va compartir amb l'Emma l'interès dels seus viatges.
L'Emma havia rebutjat diverses ofertes de matrimoni i, després que la seva mare patís una convulsió i quedés al llit, l'Emma la va cuidar, així com també va cuidar la seva germana gran Elizabeth, que patia nanisme i una curvatura espinal severa.

## Matrimoni
Emma Wedgwood va acceptar la proposta de matrimoni de Charles Darwin l'11 de novembre de 1838, a l'edat de 30 anys, i es van casar el 29 de gener de 1839 a l'església anglicana de St. Peter a Maer. El seu cosí, el Reverend John Allen Wedgwood, va oficiar el matrimoni.
Després d’un breu període de residència a Londres, es van traslladar definitivament a Down House, situada al poble rural de Down, a uns 26 km de la catedral de St. Paul i a unes dues hores amb autocar i tren fins al London Bridge. Més tard, el poble es va canviar el nom a Downe.
Charles i Emma van criar els seus deu fills d'una manera clarament no autoritària, i diversos d'ells van aconseguir després un èxit considerable en les seves carreres escollides: George, Francis i Horace es van convertir en Fellows of the Royal Society.
D'Emma Darwin se'n recorda especialment la seva paciència i fortalesa a l’hora d’afrontar la malaltia de llarg termini del seu marit. També va cuidar els seus fills per diverses malalties. Tres d'ells van morir: Anne, Mary i Charles Waring. A mitjans de la dècada de 1850, era coneguda a tota la parròquia per ajudar a la gent, lliurant fitxes de pa als famolencs i "petites pensions per als vells, menjars per als malalts, comoditats mèdiques i medicaments senzills" basat en l'antic llibre de prescripcions del doctor Robert Darwin.
En una carta datada el 5 de juliol de 1844, Charles Darwin va confiar a Emma la responsabilitat de publicar la seva obra, en el cas de la seva mort sobtada. Darwin, finalment, va viure per publicar L'origen de les espècies el 1859.
Emma tocava sovint el piano per a Charles i, a La descendència de l'home i sobre la selecció en relació amb el sexe, de Charles de 1871, Darwin va dedicar diverses pàgines a l'evolució de la capacitat musical mitjançant la selecció sexual.

## Religió
Les creences religioses d'Emma es van fundar en l'unitarisme, que emfatitza el sentiment interior sobre l'autoritat dels textos religiosos o de la doctrina. Les seves opinions no eren simples i inquebrantables i eren el resultat d’un estudi intensiu i de preguntes. Darwin estava obert sobre el seu escepticisme abans que es comprometessin. Després de casar-se, van compartir debats sobre el cristianisme durant diversos anys. Ella en valorava la seva obertura i la seva autèntica incertesa sobre l'existència i la naturalesa de Déu, que es va convertir gradualment en agnosticisme. Això podria haver estat un vincle entre ells, sense necessàriament resoldre les tensions entre les seves diferents opinions.
Poc després del seu matrimoni, Emma li va escriure a Charles: "Mentre actueu a consciència i desitjant sincerament i intentant aprendre la veritat, no us podeu equivocar", i encara que preocupada pel fet que "en ciència, no es pot creure res fins que no es demostri", l'esperança que ell no "considerés la seva opinió com a formada" va resultar correcta.

## Després de Darwin
Després de la mort de Charles el 1882, quan ell tenia 73 anys i ella en tenia 74, l'Emma va passar els estius a Down House. Va comprar una gran casa anomenada The Grove a Huntingdon Road a Cambridge, i hi va viure durant els hiverns. L'Emma Darwin va morir el 1896. El seu fill Francis tenia una casa, que va anomenar Wychfield, construïda al terreny de The Grove. Va viure allà durant la majoria dels hiverns, passant estius a Gloucestershire. Horace, fill d'Emma, també es va fer construir una casa al recinte i la va anomenar The Orchard.
The Grove és ara l'edifici central del Fitzwilliam College, i ofereix instal·lacions comunes per a graduats, becaris i membres sèniors. El gener de 2009, l'Ajuntament de Cambridge va donar permís urbanístic al Col·legi per enderrocar la seva porta d'entrada, Grove Lodge, que ara forma part del Murray Edwards College. Després que els residents i acadèmics locals expressessin la seva preocupació i hi hagués una campanya contra la demolició, el consell universitari va decidir reconsiderar possibles usos alternatius; la seva decisió a finals de setembre del 2009 va ser mantenir i reformar Grove Lodge. Es van nomenar nous arquitectes, consultors i constructors per a les tasques de conversió. Les obres es van acabar al setembre de 2011.

## Fills

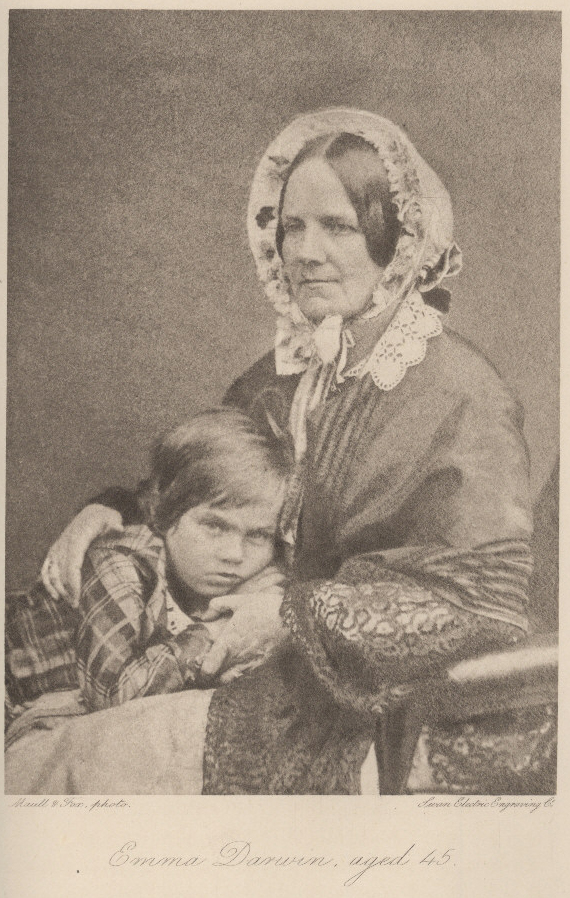
Emma Darwin amb el seu fill Leonard

- William Erasmus Darwin (1839-1914)
- Anne Elizabeth Darwin (1841-1851)
- Mary Eleanor Darwin (1842)
- Henrietta Emma "Etty" Darwin (1843-1927)
- George Howard Darwin (1845-1912)
- Elizabeth Darwin (1847-1926)
- Francis Darwin (1848-1925)
- Leonard Darwin (1850-1943)
- Horace Darwin (1851-1928)
- Charles Waring Darwin (1856-1858)